# 葛店站
葛店站位于中华人民共和国鄂州市华容区葛店镇葛店经济技术开发区内，是武九铁路上的火车站，由武昌车务段管辖。车站目前仅办理货运业务，不办理客运业务。货运办理整车普通货物无限制，设有通往湖北能源集团鄂州发电有限公司的专用线，为发电厂运送燃料:278。
葛店站作为新建鄂州发电厂的配套工程建于1996年，1997年1月正式建成营运；2001年在车站新设货场一座，办理开发区附近农资、原材料到发。车站在运营初期隶属鄂州车务段，2006年3月鄂州车务段撤并后隶属武昌东车务段至今。车站站内目前设有2条正线、6条到发线；电厂专用线厂1.8千米，与站内下行到发线接轨。此外站内还驻有武汉桥工段葛店
工务工区、武昌电务段葛店电务工区、武汉铁路公安局鄂州派出所葛店警务室等单位:278。